# Sanjō Kiminori
Sanjō Kiminori (三条公教, [[[1103]] - 1160] Erro: {{japonês}}: texto da transliteração contém caractere não latino (pos 19) (ajuda), também conhecido como Sanjō Kinnori), filho de Sanjō Saneyuki foi membro da Corte no final do período Heian da história do Japão. Segundo líder do Ramo Sanjō do Clã Fujiwara. 

## Carreira
Aos 13 anos de idade por intervenção de seu avô materno Fujiwara no Akisue, Saneyuki se tornou Chamberlain do Imperador Toba
Participou dos reinados do Imperador Toba (1107 a 1123), Imperador Sutoku (1123 a 1142), do Imperador Konoe (1142 a 1155), do Imperador Go-Shirakawa (1155 a 1158) e do Imperador Nijo (1158 a 1165).
Em 1155 se tornou Dainagon.
Após a Rebelião Hōgen de 1156 tornou-se proeminente já que no meio desta ajudou o Imperador Nijo a se deslocar do Palácio Imperial para a Mansão Rokuhara a residência de Taira no Kiyomori e se proteger.  Por causa deste feito em fevereiro de 1157 foi nomeado Naidaijin no mesmo dia em que seu pai renunciou ao cargo de Daijō Daijin.
Pouco depois em 1160, morreu de repente antes mesmo de seu pai,  aos 57 anos de idade, o que causou grande consternação.
Kiminori teve três filhos: Sanefusa (foi Sadaijin entre 1190 a 1197), Sanenuki (foi Dainagon e morreu em 1183) e Sanetsuna (foi Chūnagon e morreu em 1180).
Ocorreu nesta época um desentendimento entre aos Ramos Sanjō e Kasanin. Matsudono Motofusa era genro de Kiminori pois sua principal esposa era a irmã de Kiminori. Portanto os filhos de Kiminori, Sanefusa e Sanenuki eram seus sobrinhos e se davam muito bem na época em que Tadamichi estava vivo. Mas depois que Motofusa se tornou Sesshō do Imperador Rokujo em 1164, o Daijō Daijin Tadamasa queria que sua própria filha se tornasse a esposa principal de Motofusa. Com o nascimento de Moroie, filho de Motofusa e neto de Tadamasa, que foi nomeado Chūnagon aos oito anos de idade. Sanefusa ficou enraivecido.